# Grup de Defensa dels Aiguamolls Empordanesos
El Grup de Defensa dels Aiguamolls Empordanesos (GDAE) és un grup ecologista empordanès que té per finalitat la preservació del patrimoni natural que constitueixen els aiguamolls de l'Empordà de l'especulació immobiliària i urbanística.
Fou fundat el 24 de novembre de 1976 per Jordi Sargatal, juntament amb Francesc Guillamet, Martí Boada, Jordi Coll, Rosa Llinàs, Lluïsa Carles, Jordi Gratacòs, Joan Tibau, Maria Rosa Font i Francesc Giró.
La finalitat inicial va ser impedir les urbanitzacions Port Llevant i Fluvià Marina, projectes que havien de sumar-se a altres agressions anteriors al medi natural, especialment la que representava Empuriabrava. El GDAE posà en marxa la campanya Els últims aiguamolls de l'Empordà en perill (14 d'agost 1977 i estiu 1978), de gran ressò popular, que amb una exposició itinerant, debats, col·loquis, manifestacions, ocupacions i altres activitats, incidí en la conscienciació de l'opinió pública. El 23 de febrer del 2005 es va derruir, amb una explosió controlada, l'estructura de formigó de l'edifici de sis plantes que s'havia començat a edificar el 1976.
El 1980 membres del GDAE crearen la Institució Alt Empordanesa per a l'Estudi i Defensa de la Natura (IAEDEN).